# Дейнега, Василий Демьянович
Василий Демьянович Дейнега (1913—1986) — советский военный и политический деятель.

## Биография
Родился 5 декабря 1913 года в селе Скориковка Золотоношского уезда Полтавской губернии (ныне — Золотоношского района Черкасской области Украины) в крестьянской семье.
Окончил вечернюю школу и вечерний рабфак (1933). В 1935 году был призван в Красную армию. В 1936 году обучался на военно-политических курсах; в 1938 году окончил школу начсостава; в 1941 году закончил сухопутный факультет Военно-политической академии им. Ленина.
До Великой Отечественной войны Дейнега служил в должностях политрука роты, помощника командира роты по политчасти, ответственного секретаря бюро ВЛКСМ, помощника начальника политотдела. В годы войны участвовал в боевых действиях на Ленинградском и Волховском, Воронежском и Юго-Западном, Западном, 3-м Белорусском, 1-м Украинском и 1-м Дальневосточном фронтах — выполнял обязанности начальника политотдела, заместителя командира 232-й стрелковой дивизии по политчасти, начальника организационно-инструкторского отделения. Полковник с 1945 года.
После окончания войны продолжил службу в Советской Армии — служил начальником политотдела 63-й стрелковой дивизии, начальником отдела организационно-партийной работы Политуправления Уральского военного округа. В 1956 году окончил Высшие академические курсы.
После увольнения в запас в мае 1964 года, в звании полковника, продолжил партийную работу в войсковой части № 39825 в качестве секретаря партийного комитета (1965—1970 годы).
В 1970—1987 годах работал в Свердловском филиале Московского института повышения квалификации ИТР Минлеспрома СССР, где преподавал курс марксизма-ленинизма.
Умер 5 июля 1986 года в Свердловске. Похоронен на Широкореченском кладбище города.

## Награды
- Награждён орденами Александра Невского (19.09.1945), Красного Знамени (05.04.1945, 30.12.1956), Отечественной войны 1-й степени (26.06.1944, …) и Красной Звезды (07.05.1943[4], 17.05.1951), а также медалями, в числе которых «За боевые заслуги» (06.11.1945), «За победу над Германией в Великой Отечественной войне 1941—1945 гг.» (09.05.1945), «За победу над Японией», «За оборону Ленинграда» (22.12.1942), «За взятие Кенигсберга» (09.06.1945)[5], «За освобождение Кореи».